# Lubień (gmina)
Pour les articles homonymes, voir Lubień.
Lubień est une gmina rurale du powiat de Myślenice, Petite-Pologne, dans le sud de la Pologne. Son siège est le village de Lubień, qui se situe environ 12 km au sud de Myślenice et 37 km au sud de la capitale régionale Cracovie.
La gmina couvre une superficie de 75,01 km2 pour une population de 9 294 habitants.

## Géographie
La gmina inclut les villages de Krzeczów, Lubień, Skomielna Biała et Tenczyn.
La gmina borde les gminy de Jordanów, Mszana Dolna, Pcim, Raba Wyżna, Rabka-Zdrój et Tokarnia.

## Jumelages
- Catenay (France)
- Kolno (gmina, Podlachie) (Pologne)
- Malatiná (Slovaquie)
- Penkun (Allemagne)